# Droga krajowa SS54 (Włochy)
Droga krajowa SS54 (wł. Strada Statale 54 del Friuli) – włoska droga krajowa prowadząca z Udine przez miasto Cividale del Friuli do dawnego przejścia granicznego ze Słowenią. Drugi etap trasy znajduje się w okolicach Tarvisio i prowadzi z tego miasta także na Słowenię.